# Aeroporto di Brisbane
L'Aeroporto di Brisbane  è un aeroporto situato nei pressi di Brisbane, in Australia.
L'aeroporto è hub per le compagnie aeree Virgin Blue e Pacific Blue.